# Leine zwischen Friedland und Niedernjesa
Leine zwischen Friedland und Niedernjesa este o arie protejată (sit de importanță comunitară — SCI) din Germania întinsă pe o suprafață de 53,62 ha, integral pe uscat.

## Localizare
Centrul sitului Leine zwischen Friedland und Niedernjesa este situat la coordonatele 51°26′53″N 9°55′12″E / 51.4481°N 9.92°E.

## Înființare
Situl Leine zwischen Friedland und Niedernjesa a fost declarat sit de importanță comunitară în februarie 2006 pentru a proteja 1 specie de animale.

## Biodiversitate
Situată în ecoregiunea continentală, aria protejată conține 4 habitate naturale: Pășuni continentale udate de apa mării, Cursuri de apă de la nivel de câmpie la nivel montan, cu vegetație Ranunculion fluitantis și Callitricho-Batrachion, Liziere de ierburi înalte hidrofile de câmpie și de nivel montan până la alpin, Păduri aluvionare cu Alnus glutinosa și Fraxinus excelsior (Alno-Padion, Alnion incanae, Salicion albae).
La baza desemnării sitului se află o specie protejată de  nevertebrate: Vertigo angustior.